# ستانلي مور (كرة الماء)
ستانلي مور هو لاعب كرة ماء آيرلندي. نافس في بطولة الرجال في دورة الألعاب الأولمبية الصيفية لعام 1928.

## روابط خارجية
- ستانلي مور (كرة الماء) على موقع أوليمبيديا (الإنجليزية)